# Hommage à la Catalogne
Pour les articles homonymes, voir hommage.
Hommage à la Catalogne (titre original : Homage to Catalonia) est un ouvrage de l’écrivain britannique George Orwell, qui traite de la guerre civile espagnole, paru en 1938. L’édition française, dans une traduction d'Yvonne Davet, est publiée pour la première fois en 1955 aux éditions Gallimard sous le titre La Catalogne libre.
Le livre, écrit à la première personne, raconte l'engagement d'Orwell dans la guerre d'Espagne. Il prend part aux combats en Catalogne et dans la région d’Aragon de décembre 1936 jusqu'en juin 1937 au sein du Parti ouvrier d'unification marxiste (POUM). Il raconte principalement la guerre de tranchées dans « une région particulièrement calme d'un front calme » puis, en 1937 les dissensions au sein du camp républicain qui aboutissent aux Journées de mai et à la dissolution du POUM qui est déclaré illégal et dont les membres sont pourchassés, le forçant à fuir l'Espagne.
Son discours est autant une évidente critique du pouvoir franquiste que la dénonciation des agissements des staliniens du Parti communiste d'Espagne (PCE), dont furent victimes les communistes anti-staliniens du POUM. On retrouve les thèmes de cet étau totalitaire dans 1984, son roman le plus connu.
Orwell, comme André Malraux ou Robert Capa, fut de ces intellectuels de gauche qui s'engagèrent spontanément dans les troupes républicaines, et allèrent au cœur de la guerre civile espagnole. En cela, Hommage à la Catalogne est une pierre angulaire de l'œuvre d’Orwell : c'est la confrontation de ses idéaux au réel. Cette expérience influence tout son parcours littéraire postérieur et la plupart de ses romans les plus connus.

## Présentation

### Résumé général du livre
Dans Hommage à la Catalogne, Orwell arrive à Barcelone en 1936, dans une ville en pleine ébullition, dans l'intention première d'y faire son travail de journaliste. Mais il décide rapidement de s'engager dans les milices communistes du POUM. La révolution et les anarchistes remodèlent la ville catalane, modifiant les habitudes de la population civile : le « salud » est de mise au lieu du traditionnel « buenos dias », et on efface le « usted », le pronom personnel de politesse utilisé en espagnol, ainsi que le « don ». Orwell raconte ensuite sa vie dans les tranchées, pendant l'hiver 1936. Il quitte finalement le front fin mai 1937 à la suite d'une blessure au cou. Il est alors démobilisé, et retrouve sa femme Eileen à Barcelone.
Orwell réalise alors que la situation des anarchistes s’est nettement dégradée et que la ville a régressé jusqu'à devenir une Barcelone divisée, dominée par le PCE. Les différents partis républicains se déchirent dans les rues de la ville.
Après les Journées de mai, le POUM est déclaré hors-la-loi par le gouvernement. Les miliciens qui s’y étaient engagés sont persécutés. Néanmoins, ceux restés au front ne sont pas tenus au courant : « Je sais bien que c’était une tactique courante de laisser ignorer aux troupes les mauvaises nouvelles […] Mais c’était tout autre chose d’envoyer des hommes au combat, et de ne pas même leur dire que derrière leur dos on était en train de supprimer leur parti, d’accuser leurs chefs de trahison et de jeter en prison leurs parents et leurs amis ». À cause de cela, Orwell décide de quitter l’Espagne en juin.
La dédicace liminaire du livre se compose de deux proverbes bibliques (XXVI, 4-5): « Ne réponds pas à l’insensé selon sa folie, de peur de lui ressembler toi-même. Réponds à l’insensé selon sa folie afin qu’il ne s’imagine pas être sage. » Cette dédicace est étonnante de la part de l'auteur qui, dans La Ferme des animaux, tournait en dérision la religion en la parodiant à travers un culte satirique, centré sur les animaux, qu’il invente, ainsi qu'à travers la figure du corbeau Moïse : suivant l'idéologie marxiste, il la considère comme l'opium du peuple.

### Hommage à la Catalogne, un témoignage de l’auteur
Si 35 000 volontaires choisissent de rejoindre le conflit qui déchire l'Espagne en formant les Brigades internationales, Orwell prend le parti de rejoindre le POUM, communiste, plus tard rejoint par son épouse Eileen, recommandés par l'Independent Labour Party (ILP, Parti travailliste indépendant).
D'abord peu conscient des différences politiques, il se retrouve dans une brigade du POUM  « simplement parce que [il] étai[t] venu en Espagne avec un laissez-passer de l'I.L.P. ». Durant un certain temps, il ne comprend pas pourquoi tous les socialistes ne forment pas un parti unique. Mais il est peu à peu rattrapée par la réalité espagnole, où les communistes affiliés au Komintern et le PSUC veulent d'abord mener la guerre, alors que les militants de la CNT-FAI et le POUM veulent mener de front la guerre et la révolution. Il est dans un premier temps plus proche de l'idéologie des « communistes » et a durement critiqué la ligne du POUM. Il a aussi voulu rejoindre les Brigades internationales pour se battre, malgré l'avis de ses compagnons. Il ne les rejoindra finalement pas. Après sa blessure, il revient à Barcelone, où l'atmosphère révolutionnaire est retombée. Éclatent alors les Journées de mai 1937 à Barcelone. Il se rend compte que la révolution est réprimée par le gouvernement, de plus en plus contrôlé par les communistes staliniens. Par la suite, Orwell, socialiste convaincu, voit en le POUM la correspondance de son idéologie personnelle : rupture consommée avec le stalinisme, et « sorte de microcosme de société sans classes ». Il pose ainsi, dans un essai intitulé Why I write qu'il publie en 1946, la visée politique comme une des quatre motivations à son écriture (l'égoïsme pur, l'enthousiasme esthétique et la poussée historique étant les trois autres) : pour lui, l'art est intimement lié au fait politique. Il y cite de surcroit la guerre d'Espagne comme l'événement qui lui a fait prendre conscience de l'importance du politique dans sa production : « La Guerre d'Espagne et les événements de 1936-37 ont complètement changé la donne, et j'ai alors su où je me tenais. Chaque ligne des écrits un tant soit peu consistants que j'ai pu produire depuis 1936 a été écrite, directement ou indirectement, contre le totalitarisme, et en faveur du socialisme démocratique, tel que je le conçois ». Après sa mise hors-la-loi, Orwell regrettera de n'être pas devenu membre du POUM.
Simon Leys, dans l'essai qu'il consacre à Orwell, met en exergue la frustration de la Première Guerre mondiale comme autre moteur de l'engagement du Britannique dans ce conflit espagnol. L'auteur, témoin de ce carnage militaire, confie ainsi à son ami Richard Rees combien il l'a marqué : « Parlant de la Première Guerre mondiale, il dit que les gens de sa génération avaient été marqués pour toujours par l'humiliation de n'y avoir pris aucune part. Bien entendu il avait été trop jeune pour y participer. Mais le fait que plusieurs millions d'hommes, certains d'entre eux guère plus âgés que lui, avaient subi une épreuve qu'il n'avait pas partagée, lui était apparemment intolérable. » Orwell oppose son engagement actif à la passivité des « communistes de salon », qui n'allèrent pas sur le terrain : il évoque Jean-Paul Sartre : « Je pense que Sartre est une baudruche et je vais lui donner un bon coup de pied. »
Orwell lui-même met en abîme son projet et ses motivations dans un article qu'il publie en 1949, soit peu avant qu'il n'ait fini la rédaction de son 1984 : « Tôt dans ma vie, j'ai remarqué qu'aucun événement n'avait jamais été relaté avec exactitude dans les journaux ; mais en Espagne, pour la première fois, j'ai lu des articles de journaux qui n'avaient aucun rapport avec les faits, ni même l'allure d'un mensonge ordinaire. J'ai vu l'histoire rédigée non pas conformément à ce qui s'était réellement passé, mais à ce qui était censé s'être passé selon les diverses “lignes de parti”. Ce genre de choses me terrifie, parce qu'il me donne l'impression que la notion même de vérité objective est en train de disparaître de ce monde. »
Cette recherche de la vérité objective est donc essentielle : il s'agit pour lui de restituer le conflit espagnol de façon aussi proche de la réalité que possible. Ceci explique donc la précision des dates et des événements relatés dans Hommage à la Catalogne, si bien que plusieurs chapitres trop chronologiques ou fourmillant de détails politiques seront placés par son éditeur en annexe, pour ne pas en rendre la lecture trop fastidieuse.
Dans un entretien qu'il donne après la parution d'Hommage à la Catalogne, il affirme avoir été incité à ne pas restituer la réalité de la guerre civile espagnole : « Un bon nombre de gens m'ont dit avec plus ou moins de franchise que l'on ne doit pas dire la vérité sur ce qui se passe en Espagne et sur le rôle joué par le PCE, parce que cela susciterait dans l'opinion publique un préjugé contre le gouvernement espagnol, en aidant ainsi Franco ». Toutefois, malgré ces pressions pour qu'il camoufle cette vérité-là, il a résisté, s'en tenant à son « opinion passée de mode et qui veut qu'à la longue, dire des mensonges ne paie pas ».
La dernière motivation à l'engagement d'Orwell au sein des brigades du POUM est la noblesse de la cause républicaine qui se dresse face à la montée du fascisme, et plus largement, l'espoir de voir l'idéal révolutionnaire s'accomplir sous ses yeux, d'en être un acteur. Il reconnaît lui-même que, derrière son engagement, « il y avait la foi dans la révolution et dans l’avenir, l’impression d’avoir soudain débouché dans une ère d’égalité et de liberté. Des êtres humains cherchaient à se comporter en êtres humains et non plus en simples rouages de la machine capitaliste. »
Imprégné de l'idéal révolutionnaire marxiste, Orwell s'engage donc dans un conflit qui n'est pas le sien, pour la beauté du geste. Il s'y engage en tant que « citoyen », comme il le précise lui-même : « Quand un écrivain s'engage dans la politique, il doit le faire en tant que citoyen, en tant qu'être humain, et non pas en tant qu'écrivain. »

## Thèmes évoqués

### Vie au front
« Dans la guerre de tranchées, cinq choses sont importantes : le bois à brûler, les vivres, le tabac, les bougies et l’ennemi. » explique Orwell, « Tel était bien leur ordre d’importance, l’ennemi venait bon dernier. »
Dans les premiers chapitres, Orwell est au front et décrit les conditions de vie. En effet, le froid est la première des préoccupations et le bois est essentiel. Il en va de même pour les vivres, le tabac et les bougies, chères et à économiser, mais les milices manquent de matériel et de ravitaillement. Les soldats sont mal équipés, notamment au niveau de l’artillerie : les fusils distribués sont vieux de 10 à 40 ans et s’enrayent régulièrement. Il n’y a pas assez de munitions et uniquement des cartouches de mauvaise qualité. Il y avait également pénurie de cartes et de plans, de longues-vues, de cisailles et autres outils utiles en temps de guerre. « Comment diable une armée de ce genre pourrait-elle gagner la guerre ? », s’interroge l’auteur.
Par ailleurs, Orwell, évoque la saleté, les odeurs nauséabondes, ce mal récurrent dans les guerres de tranchées. « Naturellement, nous étions toujours sales », n’ayant que de l’eau croupie pour boire et se laver. « La position puait abominablement, […], à l’entour de la barricade, il n’y avait que des déjections. »
Orwell souligne également le bruit incessant dans la tranchée et la capacité des miliciens à reconnaitre le calibre des munitions au bruit qu’elles font dans l’air, même s'il admet ne pas en avoir entendu souvent, car « il ne se passait rien, jamais rien » : l’auteur constate une inactivité sur le front, régulièrement, tout au long des premiers chapitres, il se demande quand commencera cette guerre. Les lignes fascistes tout comme celles du POUM sont calmes, et les seules attaques que se lancent les soldats sont des joutes verbales, des tentatives de propagande pour leur clan.
À côté de ces désagréments, l’auteur établit une image plus positive du front en évoquant la camaraderie entre militants : des liens solides se créent rapidement, malgré le fait qu’Orwell maîtrise mal l'espagnol. La loyauté des soldats espagnols est également louée par Orwell.

### Emeutes à Barcelone
Quand Orwell est en permission à Barcelone, il constate que l’atmosphère révolutionnaire s’est dissipée (Chapitre 8) et que règne dorénavant une tension entre les anarchistes et les socialistes. Cela se solde par une série de combats, dans les quartiers ouvriers notamment, en mai 1937. Ils ont opposé, plus exactement, les anarchistes et les poumistes d’une part, partisans de la Révolution sociale, contre des groupes socialistes et communistes, et surtout les gardes civils, d'autre part.
Les émeutes commencent le 2 mai avec la prise du central téléphonique, racontée par Orwell. Le central téléphonique était contrôlé par la CNT (Confédération Nationale du Travail), ce qui donnait à ce syndicat un contrôle non négligeable sur les appels passés : le 2 mai, lorsque le ministre de la Marine et de l'Armée de l'air, Indalecio Prieto, demande à joindre la Généralité de Catalogne, on lui répond que le seul gouvernement présent à Barcelone est le comité de défense, et non plus la Généralité de Catalogne, dont l'existence fantoche avait été tolérée par les anarchistes alors qu'elle avait été défaillante pour vaincre la révolte nationaliste.
Lorsque Manuel Azaña, alors président de la république, voit son appel interrompu par un standardiste au motif que la ligne doit être utilisée à des fins plus importantes, le gouvernement décide de réagir. Le soir du 2 mai commencent les Journées de mai. Les rues redeviennent calmes le 8 mai. La presse évoque la mort de 500 personnes et un millier de blessés. Les anarchistes sont considérés comme battus. Ces journées mirent au jour une division profonde entre les dirigeants de la CNT et les ministres issus de la CNT dans le gouvernement républicain.

### Divisions internes dans le camp républicain
Le camp républicain, pour lequel se battait Orwell, était fortement divisé en son sein :
- Le POUM (Partit Obrer d'Unificació Marxista, « Parti ouvrier d’unification marxiste »), où Orwell s’est battu. Il s’agit d’une organisation marxiste antistalinienne. Le POUM, dans sa dimension internationale, voulait faire appel aux travailleurs du monde entier pour soutenir l’Espagne révolutionnaire. Ainsi s’explique la présence d'un Britannique dans ses rangs. Le POUM se positionne en faveur du pouvoir des ouvriers. Ses adhérents sont syndiqués soit à la CNT, soit à l'UGT.

- La FAI (Federación Anarquista Ibérica, « Fédération anarchiste ibérique ») : il s’agit du parti anarchiste, vivement opposé à l’autorité centrale de l’Église et de l’État, vus comme autoritaires, ainsi qu’à la bourgeoisie. L'accent est mis sur la liberté et l'égalité. Pour les anarchistes, l’économie et la politique doivent être gérées par les travailleurs eux-mêmes.

- Le PSUC (Partit Socialista Unificat de Catalunya, « Parti socialiste unifié de Catalogne ») : il s’agit du parti communiste de Catalogne, sous l’influence de Moscou et affilié à la IIIe Internationale, bien que comprenant une aile gauche, de moins en  moins influente. Les socialistes "de gauche", les poumistes et les anarchistes sont plutôt en faveur d’une administration décentralisée, alors que les communistes, les socialistes de droite et les libéraux conçoivent une gestion centralisée, par le gouvernement et l’armée.

## Description par chapitre

### Chapitre 1
Le livre débute en décembre 1936, lorsque George Orwell arrive à Barcelone. L’auteur décrit l’atmosphère de la ville à ce moment, une atmosphère « peinte en rouge et noir », où les anarchistes semblent avoir le contrôle de la ville. Orwell parle d’idéalistes pour qualifier ces révolutionnaires, enthousiastes malgré les obstacles évidents. En effet, Orwell décrit les difficultés des milices du POUM, dont le manque de matériel : il parle de « multiforme » plutôt que d’uniforme car aucun milicien n’est vêtu de la même manière, et rappelle le manque d’armes. Il évoque aussi le cas de recrues de 16 ou 17 ans, non-préparées à la guerre. Orwell prend également le temps de décrire l’état d’esprit espagnol : il parle de générosité, de fraternité presque innée. Néanmoins, il se montre exaspéré par la tendance à remettre les choses à « mañana » (demain). À la fin du premier chapitre, le protagoniste part pour le front en Aragon.

### Chapitre 2
Le chapitre 2 se passe dans la région de Saragosse, du côté d’Alcubierre, où les milices sont arrivées en janvier 1937. Orwell y fait la connaissance d’un compatriote, Williams, venu se battre comme lui avec le POUM. On lui fournit un fusil de mauvaise qualité, un Mauser allemand de 1896 en mauvais état, mais il s’estime moins mal loti que les autres. Dans ce chapitre, l’auteur évoque la désorganisation de sa centurie, la saleté, les odeurs, le bruit…

### Chapitre 3
L’auteur semble avoir un regard mitigé sur ces milices : d’un côté, il souligne l’incompétence des volontaires, le manque de nourriture, de bois, de bougies, et insiste tout particulièrement sur l’horreur de la saleté des tranchées (« En quatre-vingt nuits, je ne me suis déshabillé que trois fois »). De l’autre côté, il vante certains mérites de cette division : il y a une relative égalité sociale entre les soldats et une « discipline démocratique », les ordres et stratégies sont débattus avant d’être exécutés. Cette pratique est rendue possible par le fait que les miliciens ont une conscience politique et qu’ils ont compris pourquoi il fallait obéir, analyse Orwell. Les critiques portées contre les milices sont fréquentes, mais Orwell défend les miliciens, qu’il juge loyaux envers leurs idéaux.

### Chapitre 4
Après avoir passé trois semaines au front, Orwell et l'autre milicien britannique de son unité, Williams, sont envoyés rejoindre un contingent d'une vingtaine de compatriotes envoyé par le Parti travailliste indépendant (ILP) situé au Monte Oscuro, qui surplombe Saragosse, afin qu'ils soient regroupés par nationalité. Là, il est surpris de la présence de trois femmes, chargées de cuisiner pour les miliciens, qui attirent les convoitises, « même si elles n'étaient pas belles à proprement parler » et doivent donc être protégées des hommes des autres compagnies. La vingtaine de miliciens britanniques qui sont avec lui forment « une troupe d'une exceptionnelle qualité, tant physiquement que moralement ».
Si l'ennemi n'est qu'à 300 mètres de leur position, le danger est faible et ils s'ennuient, si bien qu'ils peuvent patrouiller en plein-jour, comme « des jeux de boy-scout ». Un avion fasciste, en leur lâchant des copies du journal propagandiste El Heraldo de Aragón, leur apprend la chute de Malaga. Les circonstances de sa chute, « honteuses », et l'existence de désaccords au sein du camp républicain éveillent en lui le tout premier doute au sujet de cette guerre : « jusqu'alors, il m'avait semblé qu'il était si magnifiquement simple de voir qui était dans son droit, qui dans son tort », dit-il… 
Le chapitre se clôt en février, lorsque lui et les 50 autres miliciens du POUM sont envoyés renforcer les troupes qui entourent Huesca, à une cinquantaine de kilomètres du Monte Oscuro où ils se trouvaient.

### Chapitre 5
Dans ce chapitre, Orwell se plaint de l'ennui du front où il se trouve : à l'est d'Huesca, rien ne semble se produire, et ses aspirations guerrières sont déçues. Le quotidien des miliciens est décrit longuement, morne et répétitif. Déçu, il observe également avec effroi que personne au sein de sa colonne du POUM ne sait ce qu'est « une ficelle », l'instrument qui servait à nettoyer les fusils. Pour lui qui est un ancien élève du corps d'instruction des officiers du collège d'Eton, les approximations et les tâtonnements de ses camarades de combat pour s'approprier les armes sont un choc.
Après une blessure à la main qui demande à être immobilisée par une attelle, il passe dix jours dans un hôpital de fortune à Monflorite, en mars 1937. Il y est impressionné par la taille des rats, qui sont « aussi gros que des chats, ou presque. » À la fin de ce chapitre, il détaille rapidement les opérations militaires auxquelles il a pu prendre part, opérations d'observation embusquée de l'ennemi pour la plupart, là encore éloignées de l'idéal romanesque de la guerre qui était le sien.

### Chapitre 6
Ici encore, Orwell constate que vraiment rien ne se passe à Huesca, là où il combat. Il entame alors une réflexion sur l’utilité de cette guerre, et ce qu’elle lui apporte d’un point de vue personnel. Il en conclut qu’il s’agit d’une période riche de sa vie, sans savoir pourtant expliquer pourquoi. Dans ce chapitre, Orwell raconte une opération militaire, déjà évoquée au chapitre V, mais qui avait été repoussée, destinée à repousser les troupes fascistes. Les miliciens du POUM retournent à leurs lignes avec des fusils et des munitions.

### Chapitre 7
Ce chapitre est une parenthèse au cœur du récit, un interlude. L'auteur y résume les souvenirs des 115 jours qu'il a passé au front, et leur influence sur ses conceptions politiques. C'est une analyse qu'il effectue lors de la rédaction de l'ouvrage, avec la distance que lui procure le recul sur ces événements passés : « Naturellement à l'époque j'avais à peine conscience des changements qui s'opéraient dans mon propre esprit. »
Ces balbutiements de socialisme auxquels il assiste dans la communauté du POUM renforcent profondément ses convictions politiques. Ainsi, comme il le dit, « cela eu pour résultat de rendre mon désir de voir établi le socialisme beaucoup plus réel qu'il n'était auparavant. »
Orwell s'oppose à ceux qui prétendent que « le socialisme ne veut rien dire de plus qu'un capitalisme d'État planifié qui ne retire rien à la rapacité comme motivation ». Au contraire, il défend une autre « vision du socialisme », basée sur « la notion d'égalité : pour l'immense majorité des gens, le socialisme, cela signifie une société sans classes ou cela ne signifie rien ».
Le chapitre se termine au fil de ses réflexions, avec son arrivée à Barcelone, l'après-midi du 26 avril 1937 : le ton est pessimiste, puisque, « après cela les choses commencèrent à se gâter ».

### Chapitre 8
Dans ce chapitre, Orwell est en permission et retourne à Barcelone où vit toujours sa femme. Dans le train qui emmène Orwell et les autres miliciens, l’auteur écrit « Nous étions tous profondément heureux ». L’atmosphère politique et sociale de Barcelone semble avoir profondément changée après ces trois mois au front : la ville ne semble plus révolutionnaire. Il y a une certaine indifférence face à la guerre, les préoccupations de l’arrière sont surtout le manque de nourriture et de tabac, ce qui ne correspond pas à l’image d’une guerre civile, où la population est censée être engagée. La division sociale est réapparue. La guerre était facteur d’homogénéisation sociale mais le manque de conscience de la guerre a ramené la situation à la division des riches contre les pauvres, explique Orwell. Les espoirs révolutionnaires semblent déçus. « Ce n’était plus à la mode d’être dans les milices » écrit Orwell.
L’auteur veut quitter le POUM et confesse qu’il aurait souhaité rejoindre les anarchistes. Finalement, il songe à rejoindre les Brigades Internationales, pour pouvoir combattre à Madrid (mais quand la proposition lui sera faite il refusera pour raisons politiques, disant que s'il passait sous contrôle communiste « on pourrait se servir de moi contre la classe ouvrière espagnole »). La moitié du chapitre décrit les conflits entre les anarchistes de la CNT (Confédération Nationale des Travailleurs) et les socialistes de l’UGT (Union Générale des Travailleurs), aboutissant aux Journées de mai et aux batailles de rue.

### Chapitre 9
Orwell raconte ici son implication dans les combats de rue du 3 mai, qui eurent lieu à Barcelone, lorsque les gardes civils du gouvernement, armés, tentèrent de récupérer le contrôle du central téléphonique, « dont la plupart des employés appartenaient à la CNT. » Orwell lui, défend le bâtiment du comité local du POUM, car la rumeur qu'il va être également attaqué s'est répandue.
En voyant les membres de la CNT être spontanément rejoints par des ouvriers, il parle de ses sentiments envers la classe ouvrière : « Je n'ai pas un amour particulier pour l'ouvrier idéalisé tel qu'il apparaît dans l'esprit communiste bourgeois, mais quand je vois un véritable ouvrier en chair et en os en conflit avec son ennemi naturel, l'agent de police, je n'ai pas besoin de me demander de quel côté je suis. » Il décrit la situation chaotique qui règne dans les rues de Barcelone, dans l'attente d'une éventuelle déclaration de guerre du gouvernement.
Après 60 heures d'attente, passées sans dormir, « l'armistice » semble venir : les fusillades se calment. Dans la soirée, les gardes civils de Valence viennent en renfort de leurs compagnons de Barcelone, puisqu'ils voient dans leur perte de contrôle sur la ville l'occasion de la gagner pour eux, afin d'assujettir un peu plus la Catalogne. Orwell parle de l'atmosphère abominable qui règne dans la ville, de la peur, et avoue se concentrer sur « ses propres émotions » : il renvoie le lecteur aux appendices pour des détails plus précis et chronologiques.

### Chapitre 10
Dans ce chapitre, Orwell se rend compte que la guerre devient une escroquerie, même s'il considère qu'il faut continuer à se battre « contre le fascisme » de Franco. Les seules perspectives potentielles de sortie de guerre l’attristent : Orwell prédit que le futur gouvernement sera probablement fasciste. Il retourne au front, à Huesca, où il est nommé « teniente » (sous-lieutenant). Peu de temps après son retour, il est touché à la gorge, une blessure qui l’empêche de combattre. Immédiatement, Orwell se croit voué à une mort certaine, il pense à sa femme et ressent une colère face à cette manière si absurde de quitter le monde.
Orwell est évacué à Sietamo, puis, à l’hôpital de Lleida, où il déplore l’incompétence des infirmières. Il est finalement emmené en train à Tarragone. En route, le train emmenant les blessés à Tarragone croise le train des Italiens vainqueurs à Guadalajara. Orwell y voit un tableau allégorique de la guerre, le train des blessés saluant le train des vainqueurs. À Tarragone, la blessure d’Orwell est examinée, plus d’une semaine après qu’il a quitté le front.

### Chapitre 11
Dans ce chapitre, Orwell effectue plusieurs allers et retours entre les hôpitaux de Sietamo, de Barbastro, et de Monzón, afin d'effectuer les démarches administratives qui doivent lui permettre d'obtenir son certificat de démobilisation. Ces démarches sont fastidieuses, puisque s'il a déjà été déclaré inapte par les médecins, il doit passer devant le conseil de santé d'un des hôpitaux du front, pour ensuite aller à Sietamo afin que l'on vise ses papiers au quartier général des milices du POUM. C'est une véritable épreuve pour l'auteur, car « les voyages sont embrouillés et fatigants ».
Il est physiquement affaibli, ce qui lui provoque un sentiment de honte face à ses camarades : « J'étais encore trop faible pour grimper dans un camion sans être aidé ». À son retour à Barcelone, il apprend avec tristesse que le POUM a été déclaré « organisation illégale », que la quasi-totalité de ses camarades ont été emprisonnés sans mandat d'arrêt, et que l'on commence déjà à les fusiller. Obligé de fuir et de se cacher, il doit déchirer sa carte du POUM pour éviter d'être capturé comme ses camarades, mais il ne s'y résout pas, mais sa femme Eileen finit par le faire. Il passe la nuit dans une église en ruine, puisqu'il ne peut prendre le risque de rejoindre son hôtel.

### Chapitre 12
Orwell décrit la visite qu’il rend, avec sa femme, à Georges Kopp, un de ses compagnons d’armes, incarcéré. Ce chapitre est l’occasion de dénoncer l’insalubrité des prisons espagnoles de l’époque. L’auteur tente de libérer Kopp, même si cela est risqué, car il doit avouer qu’il a servi dans les milices du POUM, devenues illégales.
Orwell décrit une atmosphère de suspicion et de haine, ce qui rend le geste d’un officier espagnol, qu’Orwell rencontre lorsqu’il rend visite à Kopp, d’autant plus symbolique : l’officier lui serre la main, alors qu’il sait qu’il devrait l’incarcérer pour son engagement au POUM. « Ce geste me toucha » écrit l’auteur. Il explique ainsi qu’il garde un souvenir terrible de l’Espagne, mais pas des Espagnols dont il loue la noblesse et la générosité. Orwell est obligé de jouer un double-jeu : il est bourgeois le jour, révolutionnaire la nuit. La prudence, à Barcelone, est dorénavant « de paraitre le plus bourgeois possible ».
Orwell et sa femme décident finalement de quitter l’Espagne. Ils passent la frontière des Pyrénées avec un ami, John McNair (de l'ILP), et arrivent en France sans encombre, grâce à l’incapacité professionnelle des Espagnols qui n’ont pas fait figurer le nom d’Orwell sur les registres de « fugitifs » en temps voulu. Le couple Orwell ne profite pas pleinement du passage en France, ils sont encore obnubilés par l’Espagne. À leur retour en Angleterre, ils sont frappés par le calme, « le profond sommeil de l'Angleterre ».

### Appendice 1
Le premier appendice était, dans la version anglaise originelle, le chapitre V, comme l’explique la traductrice Yvonne Davet. Ce chapitre a été reporté à la fin du livre, « selon le désir de  George  Orwell », car « [il traite] de la politique intérieure de la révolution espagnole, écrivait Orwell, et il me semble que le lecteur les trouverait ennuyeux. Mais en même temps ils ont une valeur historique ». Cet appendice évoque le contexte politique espagnol au moment des faits. Orwell y explique les différences entre le Parti Socialiste Unifié de Catalogne (PSUC), sous contrôle communiste, affilié à la IIIe Internationale, les anarchistes et le POUM. Il prend la défense de « l'esprit égalitaire des tout premiers mois de la révolution », et critique « le communisme officiel » qui est devenu « une force antirévolutionnaire ».

### Appendice 2
De la même manière que le premier appendice, le second devait initialement être le chapitre XI. Cet appendice donne un aperçu des réflexions politiques d’Orwell. L’auteur veut dissiper les mythes de la presse sur les Journées de mai 1937 à Barcelone. Ces batailles ont eu lieu entre les membres du POUM et les anarchistes de la Confédération nationale du travail d’un côté, et les communistes, les forces du gouvernement, de l’autre.
Orwell y relate la suppression du POUM (en juin 1937) et l’illustre d’exemples de diffamations parues dans la presse stalinienne : il cite, par exemple le Daily Worker du 21 juin qui titre « Les trotskistes espagnols conspirent avec Franco ».
Ces annexes historiques permettent d’objectiver la subjectivité du récit due à la coïncidence entre la voix de l'auteur avec celle du narrateur.

## Postérité

### Critiques
Les contemporains d'Orwell ont une réception mitigée de l'ouvrage. Si des critiques positives vont émaner d'auteurs comme Geoffrey Gorer (en), qui affirme dans Time and Tide que « politiquement, et en tant que littérature, c'est une œuvre de première importance », d'autres auteurs seront plus hostiles. John Langdon-Davies (en) écrit dans le journal anglophone du Parti communiste que « la valeur de ce livre est qu'il nous donne une représentation honnête de cette mentalité qui chérit l'idée d'une révolution romantique, mais qui se tient prudemment à l'écart de la discipline révolutionnaire. Il faut lire cet Hommage comme une mise en garde ». V.S. Pritchett, lui, parle de la naïveté d'Orwell, mais lui reconnaît son talent pour rendre compte des conditions de vie des miliciens de la guerre d'Espagne. Quant à Raymond Carr, il voit en Hommage à la catalogne « l'une des rares exceptions » à la profusion de mauvaise littérature qu'a produite la guerre civile espagnole, car « Orwell était déterminé à raconter la vérité comme il l'avait vue ».
Après avoir peu éveillé l'intérêt des lecteurs pendant des années, Hommage à la Catalogne a connu un retour en grâce dans les années 1950, après le succès des autres livres d’Orwell. La publication en 1952 de la première édition américaine a élevé Orwell au rang de saint séculaire, selon Lionel Trilling. Un autre tournant arriva à la fin des années 1960, quand le livre « trouva des nouveaux lecteurs, en âge d’étudier le radicalisme et la guerre de guérillas, Orwell étant vu comme un jeune Che Guevara » comme l’explique Noam Chomsky.
Stéphanie Duncan, critique littéraire pour France Inter, parle d'un « vibrant plaidoyer pour ses camarades touchés par la répression stalinienne, mais aussi un plaidoyer pour la vérité, et contre la pensée totalitaire », soulignant à la fois l'intérêt littéraire et historique de l'ouvrage.

### La place d’Hommage à la Catalognedans l’œuvre d’Orwell
Orwell reconnaît que, à la suite de ses expériences de 1936-1937 (d'abord son voyage dans le nord de l'Angleterre pour y faire un reportage sur la vie ouvrière, et ensuite la guerre d'Espagne), « tout ce [qu'il] a écrit de sérieux […] a été écrit, directement ou indirectement, et jusque dans la moindre ligne, contre le totalitarisme et pour le socialisme démocratique » écrit-il en 1946, comme le reprend John Newsinger (en) dans sa biographie de l’auteur. Guy Hermet fait écho à cela en écrivant, dans La guerre d’Espagne, qu’Orwell n’aurait pas dénoncé le totalitarisme et écrit 1984 sans cette « expérience incandescente de la guerre civile en Catalogne ».
Quand il arrive en Espagne à l'âge de 33 ans, il a déjà produit cinq ouvrages, trois romans et deux livres de non-fiction. C'est son expérience de la guerre civile espagnole qui lui fournit les thématiques que l'on retrouvera dans 1984, le plus célèbre de ses romans — tout comme la révolution russe lui servira d'inspiration à La Ferme des animaux. Ainsi, le cadre de la guerre est celui que l'on retrouve dans la société de 1984, tout comme celui du totalitarisme, qu'il dénonce à travers la figure de Big Brother ; comme il l'avait déjà dénoncé dans Hommage à la Catalogne : « Le plus effrayant dans le totalitarisme n’est pas qu’il commette des atrocités mais qu’il détruise la notion même de vérité objective : il prétend contrôler le passé aussi bien que l’avenir. »
La propagande à laquelle il a assisté en Espagne est aussi présente : « Le gros agent russe retenait dans les encoignures, l’un après l’autre, tous les réfugiés étrangers pour leur expliquer de façon plausible que tout cela était un complot anarchiste. Je l’observais, non sans intérêt, car c’était la première fois qu’il m’était donné de voir quelqu’un dont le métier était de répandre des mensonges — si l’on fait exception des journalistes, bien entendu. » Cet épisode où des pseudo-vérités contradictoires sont affirmées successivement n'est pas sans rappeler l’épisode de la ration de chocolat dans 1984 : la radio annonce que la ration de chocolat est augmentée à x grammes, alors qu’en fait elle diminue et passe à cette fameuse quantité.
Enfin, le dernier élément de 1984 que préfigure la guerre civile espagnole est celui de la pression de la hiérarchie sociale. En effet, c'est après avoir connu les balbutiements d'une organisation sans classes au sein des troupes du POUM, qu'il va prendre conscience de la forte structure sociale de l'Angleterre, à son retour : « l’habituelle division de la société en classes avait disparu dans une mesure telle que c’était chose presque impossible à concevoir dans l’atmosphère corrompue par l’argent de l’Angleterre ; il n’y avait là que les paysans et nous, et nul ne reconnaissait personne pour son maître. […] Nous avions respiré l’air de l’égalité, et cela nous plaisait. »
Des analogies plus ponctuelles peuvent être faites entre certaines scènes des deux ouvrages : on peut ainsi relier la phobie des rats de Winston Smith, personnage principal de 1984, qui se fait torturer dans la chambre 101, à celle qui a accompagné Orwell depuis ses nuits dans les tranchées espagnoles, où les rats étaient nombreux et « aussi gros que des chats ».
La guerre civile espagnole, telle qu'Orwell la décrit dans Hommage à la Catalogne apparaît donc comme le terreau des idées centrales de 1984.

### Rééditions
- Champ libre, 1982.
- 10/18, 2000.

### Adaptations cinématographiques
- Le film de Ken Loach, Land and Freedom (1995), est partiellement inspiré de Hommage à la Catalogne[49],[50],[51]